# Трис
Трис (англ. Tris, THAM) — скорочена назва хімічної сполуки трис (гідроксиметил) амінометана (HOCH2)3CNH2. Трис широко використовується в біохімії і молекулярній біології як буферний розчин, наприклад, у буферних системах TAE і TBE, для розчинення нуклеїнових кислот. За хімічною структурою трис є первинним аміном і має характерні для амінів властивості, наприклад, конденсується з альдегідами .

## Буферні властивості
Трис має pK a 8,06, і ефективний як буфер при pH від 7,0 до 9,2.
Значення pKa знижується приблизно на 0,03 при зниженні температури на один градус Цельсія.
Широко поширений варіант буферного розчину, Трис-HCl, є кислою сіллю. Коли pH розчину відповідає pKa, концентрації протиіонів рівні (OH- для трис-HCl і H+ для трис-основи).
Показано, що трис пригнічує деякі ферменти, і тому при вивченні білків повинен використовуватися з обережністю.

## Синтез
Трис синтезують двома стадіями з нітрометану через інтермедіат (HOCH2)3CNH2. Відновлення останнього дає трис (гідроксиметил) амінометан.

## Застосування
Буферні властивості при рН 7-9 відповідають фізіологічним значенням рН для більшості організмів. Ці властивості й низька вартість роблять трис одним з найкращих буферів для біохімії і молекулярної біології. Трис використовують як первинний стандарт для розчинів кислот при хімічному аналізі.
Трис використовують як альтернативу гідрокарбонату натрію при лікуванні метаболічного ацидозу.